# Centrale nucléaire de Taishan
La centrale nucléaire de Taishan (chinois simplifié : 台山核电站 ; pinyin : Táishān Hédiànzhàn) est une centrale nucléaire chinoise située dans le district de Taishan (canton de Chixi 赤 溪镇), sur la côte de la mer de Chine méridionale, à 50 km au sud de la ville de Taicheng, à 120 km au sud-ouest de Hong Kong et à 150 km au sud de Canton, dans le Guangdong, la province la plus peuplée de la république populaire de Chine.
Le propriétaire et exploitant de la centrale est la Taishan Nuclear Power Joint Venture Company Limited (co-entreprise entre CGNPC, Guangdong Yudean Group Co et EDF). Le maitre d'œuvre est la CGNPC.
Depuis 2019, deux réacteurs à eau pressurisée de modèle EPR sont en exploitation pour une puissance électrique nette totale de 3 320 MWe. En avril 2025, deux autres réacteurs de modèle Hualong-one sont en projet sur le site (d'une puissance totale d'environ 2 200 MWe.

## Phase 1: réacteurs EPR

### Caractéristique des réacteurs
D'après la société Framatome qui a conçu les deux réacteurs EPR de Taishan, les caractéristiques de ces réacteurs sont : 
- Combustible : dioxyde d’uranium (UO2)
- Niveau moyen d’enrichissement du combustible : 3 à 5 % U-235
- 63 865 crayons de combustible
- 32 tonnes de combustible consommées par an
- Rendement global : 37 %
- Bâtiment réacteur : 63 mètres de hauteur
- Bâtiment combustible : 34 mètres de hauteur
- Vapeur à une température moyenne de 295 °C
- Vitesse de la turbine : 1 500 tr/min

Parmi les fournisseurs des principaux équipements, on compte :
- Unité Taishan-1 :
  - Mitsubishi Heavy Industries (Japon) pour la cuve du réacteur ;
  - Framatome Chalon-sur-Saône/Saint-Marcel (France) pour les générateurs de vapeur et le pressuriseur ;
  - Framatome Creusot Forge et Nordon (France) pour les drains primaires ;
  - Framatome Jeumont Solutions for Pumps and Mechanisms (JSPM) pour les pompes primaires et le mécanisme commandes de grappes ;
  - Dongfang Electric Corporation ltd (Chine) pour le support des équipements lourds.
- Unité Taishan-2 :
  - Dongfang Electric Corporation ltd (Chine) pour la cuve du réacteur et deux générateurs de vapeur ;
  - Shanghai Electrical Corporation (Chine) pour les deux autres générateurs de vapeur ;
  - Framatome Creusot Forge et Nordon (France) pour les drains primaires ;
  - Framatome Jeumont Solutions for Pumps and Mechanisms (JSPM) pour les pompes primaires et le mécanisme commandes de grappes ;
  - Dongfang Electric Corporation ltd (Chine) pour le support des équipements lourds.
- Contrôle commande :
  - Systèmes électromécaniques : Framatome-Siemens.
- Génie civil :
  - China General Nuclear Power Corporation avec le consortium Dongfang-Alstom pour la turbine (îlot classique) ;
  - Taishan Nuclear Power Joint Venture Company Limited pour les travaux de montage de l’îlot nucléaire.

### Projet
Le contrat de construction de deux réacteurs nucléaires de type EPR (abrégé CEPR, qui signifie Chinese Evolutionary Power Reactor en Chine) a été signé entre CGNPC et Areva en novembre 2007. Ce projet est dirigé par Taishan Nuclear Power Joint Venture Company Limited (TNPJVC), une coentreprise qui est détenue à 51 % par China General Nuclear Power Corporation (CGNPC), 19 % par Guangdong YUDEAN Group Co., Ltd. (YUDEAN) et à 30 % par Électricité de France (EDF). Le coût global initial du projet est d'environ huit milliards d'euros. 
Six unités de production de type CPR1000 devaient initialement être construites sur le site de Taishan. À la suite de la signature du contrat EPR avec Areva, elles ont été délocalisées sur le site de Yangjiang.
Les deux premiers EPR, mis en service en 2018 et 2019, constituent la phase 1 du projet Taishan, dont le site est prévu pour accueillir au total six unités de production dont deux autres REP,.  
La CGNPC a conclu un contrat avec Areva pour produire le combustible nucléaire de ces réacteurs en Chine. La Chine s'engage donc à acheter 35 % de la production d'Uramin.

### Construction
Le creusement des fondations a démarré fin août 2008. Les deux réacteurs EPR, d'une puissance de 1 660 MWe net chacun, sont en construction respectivement depuis octobre 2009 et avril 2010. La construction de chaque réacteur était prévue pour durer 52 mois (environ 4,5 ans), soit un délai nettement plus rapide et moins coûteux que les deux EPR en construction en Finlande à Olkiluoto et en France à Flamanville.
L'exploitation commerciale initialement annoncée pour 2013 était prévue en 2016, avec une construction terminée pour fin 2015. Mais, à la suite de malfaçons détectées en avril 2015 sur l'acier de la cuve des réacteurs EPR, forgé par Areva, le ministère chinois de l’Environnement a déclaré qu’il attendrait que tous les doutes soient levés sur la sûreté avant de charger les réacteurs EPR en combustible.
En février 2017, après 88 mois de construction, CGNPC a annoncé un report de la mise en route au second semestre 2017 pour le premier réacteur et au premier semestre 2018 pour le second réacteur. 
En juin 2017, la qualité de l'acier des couvercles et fonds de cuve de l'EPR de Taishan fait l'objet des mêmes interrogations que pour le réacteur de Flamanville (concentrations de carbone anormales), car elles ont aussi été forgées à l'usine Areva du Creusot. Ce point est toutefois formellement contredit peu après,. De fait, la confusion entre cuve et générateur de vapeur, ainsi que les stratégies de fabrication qui font intervenir différemment, pour chaque réacteur, les fabricants Areva, Mitsubishi, Dongfang Electric et Shanghai Electric, ont imposé uen mise au point par Framatome, qui liste les fabricants des composants clés :

« Parmi les fournisseurs des principaux équipements, on compte pour l'Unité 1 :
- Mitsubishi Heavy Industries (Japon) pour la cuve du réacteur ;
- Framatome Chalon/Saint-Marcel (France) pour les générateurs de vapeur et le pressuriseur.

Pour l'Unité 2 :
- DEC (Dongfang Electric Corporation) (Chine) pour la cuve du réacteur et deux générateurs de vapeur ;
- SEC (Shanghai Electric Group Company) (Chine) pour les deux autres générateurs de vapeur. »

Finalement, les contrôles effectués par les autorités chinoises montrent que les cuves ne sont pas touchées par les défauts métallurgiques constatés en France
En décembre 2017, le chantier connaît un nouvel incident de fabrication détecté sur la soudure d’un élément de soutien non porteur du dégazeur du circuit secondaire.
En janvier 2018, Emmanuel Macron et Xi Jinping inaugurent une plaque commémorative pour marquer la finalisation du projet. 
En avril 2018, la tranche 1 de Taishan reçoit du ministère chinois de l'Écologie et de l'Environnement l’autorisation de chargement du combustible.

### Mise en service
Le 6 juin 2018, Taishan 1 est le premier réacteur EPR au monde à diverger, puis le 29 juin 2018 à 17 h 59 (heure locale), il est le premier à être couplé au réseau et donc à produire de l'électricité,. EDF et CGN annoncent le 14 décembre 2018 sa mise en service commercial.
Le deuxième réacteur de la centrale de Taishan diverge pour la première fois le 28 mai 2019. Sa mise en service commercial est déclarée le 7 septembre 2019.
La puissance de ces réacteurs (1 750 MWe bruts, 1 660 MWe nets chacun) leur permet de fournir au réseau électrique chinois jusqu'à 24 TWh d'électricité par an, soit l'équivalent de la consommation annuelle de 5 millions de Chinois. Taishan-2 a produit 12,45 TWh en 2020, ce qui en fait le réacteur nucléaire le plus productif au monde[réf. souhaitée].

### Sécurité et sûreté
Le site se trouve au bord de la mer de Chine sur un terrain sujet aux secousses telluriques auxquelles le réacteur EPR est conçu pour résister,. Le super typhon Mangkhut a frappé la centrale en septembre 2018 sans dégâts signalés,.
En 2014, Stéphane Pailler, directeur des relations internationales à l’Autorité de sûreté nucléaire française (ASN) indique qu'il « n’est pas toujours facile de savoir ce qui se passe sur le site de Taishan ». Selon Philippe Jamet, commissaire de l’ASN : « nous sommes très désireux de collaborer avec l’autorité de sûreté chinoise, qui ne répond pour l’instant ni à nos attentes ni à nos espoirs, une des raisons expliquant la difficulté de nos relations étant que l’autorité chinoise manque de moyens et qu’elle ne sait plus où donner de la tête. Nous ferons néanmoins tout notre possible pour bénéficier du retour d’expérience des Chinois. EDF, de son côté, affirme avoir de meilleures relations avec les constructeurs chinois. ». Ces constats ont été notamment repris par l’agence américaine Bloomberg. Le Président du think tank hongkongais Professional Commons Albert Lai affirme que « Le fonctionnement de l'autorité de sûreté nucléaire chinoise est une totale boîte noire. ».
En 2019, le président de l’ASN précise néanmoins que le niveau d’exigence retenu et atteint pour les centrales de Taishan et d’Olkiluoto est comparable à celui de l’EPR de Flamanville.

#### Incident du 14 juin 2021
Le 14 juin 2021, selon CNN, une note de Framatome adressée au département de l'Énergie des États-Unis pour une demande d’assistance technique, fait part d'une fuite qui pourrait mettre en danger la population locale. Les gaines en Zircaloy de plusieurs crayons de combustible du réacteur no 1 fuient et laissent s'échapper dans le circuit primaire du réacteur des gaz rares, dont du krypton et du xénon radioactifs.
Selon la directrice générale adjointe de l'Institut de radioprotection et de sûreté nucléaire (IRSN), « D'après les informations communiquées par EDF, nous ne sommes pas dans une situation accidentelle : les gaz radioactifs identifiés dans l'eau du circuit primaire restent confinés dans ce circuit ou sont extraits et stockés dans des réservoirs prévus à cet effet. Ce seul phénomène ne peut pas conduire à des rejets dans l'environnement ». Elle ajoute que « la détection de gaz rares radioactifs dans le circuit primaire d'un réacteur nucléaire est un événement assez rare mais qui peut survenir. On a déjà eu de tels événements dans nos centrales françaises »,.
EDF a demandé la tenue d'un conseil d'administration extraordinaire de la coentreprise TNPJVC (Taishan Nuclear Power Joint Venture Company Limited) pour prendre connaissance des données de terrain afin de pouvoir prendre les bonnes décisions.
Le 16 juin, « dans un communiqué commun, le ministère chinois de l'Environnement et l'Autorité de sûreté du nucléaire ont reconnu la hausse de la radioactivité à l'intérieur du réacteur numéro 1 de la centrale de Taishan. Toutefois, ils ont démenti la présence d'une « fuite » radioactive et le relèvement du plafond de radiations autorisées à proximité de la centrale. Ces informations sont « erronées », ont souligné les autorités chinoises, affirmant qu'« il n'y a pas de fuite radioactive dans l'environnement ». ». Il précise qu'« environ cinq barres de combustibles sont endommagées », sur un total de 60 000 présentes dans le réacteur, soit moins de 0,01 % du total, alors qu'en Chine, la limite réglementaire est fixée à 0,25 %. Selon les autorités chinoises, l'augmentation de la radioactivité dans la centrale se situe « dans la fourchette réglementaire ».
La radioactivité relâchée par les crayons fuitards a fait monter la radioactivité à plus de 300 GBq/t d’eau dans le circuit primaire du réacteur no 1 de Taishan. En France, dans les années 1970, la valeur de 500 GBq/t pouvait être atteinte, mais, depuis, la conception des crayons combustibles a été améliorée, et, depuis 2009, les réacteurs français sont arrêtés dès que le seuil de 150 GBq/t est atteint,,. En Chine, ce seuil est de 324 GBq/t.
Le 22 juillet 2021, EDF publie un communiqué mettant en garde son partenaire chinois TNPJVC qui exploite la centrale : « Au regard des analyses effectuées, les procédures d'EDF en matière d'exploitation du parc nucléaire français conduiraient EDF, en France, à mettre le réacteur à l'arrêt ». Fin juillet, « après une discussion substantielle entre le personnel technique chinois et français », l’exploitant chinois TNPJVC (70 % CGN, 30 % EDF), décide de mettre le réacteur à l’arrêt pour identifier et remplacer les éléments combustibles défectueux. Cette décision est essentielle pour EDF qui est le fournisseur du combustible via sa filiale Framatome.
Fin novembre 2021, la CRIIRAD annonce que, selon une source présentée comme étant un lanceur d'alerte français travaillant dans l'industrie nucléaire, « les "dégradations constatées sur les assemblages de combustible nucléaire [...] sont dues principalement à des vibrations anormales" de ces assemblages et que celles-ci "seraient liées à un défaut de la conception de la cuve de la filière EPR". », « des "résultats des essais sur maquette 0.2" chez l'équipementier nucléaire Framatome au Creusot (France), dès 2007-2008, auraient révélé ces insuffisances sur l'hydraulique de la cuve. ». Elle a interrogé EDF par courrier (22 février 2022) et a estimé que la réponse d'EDF (21 mars 2022) était insatisfaisante. Selon EDF (mars 2022), les inétanchéités de crayons d’assemblages combustible constatées sur Taishan 1 sont dues à « une dégradation de la gaine de quelques crayons par un phénomène d’usure mécanique, localisée en partie basse des crayons. Cette usure mécanique est consécutive à la rupture de petits dispositifs de maintien des crayons dans les assemblages. Il s'agit d'un phénomène localisé, qui ne concerne qu'un nombre limité d'assemblages ».
Finalement, le réacteur Taishan 1 redémarre sa production électrique le 15 aout 2022 après un avis favorable de l'Autorité de sûreté nucléaire chinoise. À la suite de cet incident, Framatome modifie la conception de ses assemblages en périphérie du cœur dans l'objectif d'éviter une récurrence du phénomène sur l'EPR de Flamanville.

#### Arrêt de Taishan-1 en janvier 2023
Le réacteur Taishan 1, arrêté le 31 janvier 2023 pour rechargement du combustible, et n'avait toujours par redémarré 5 mois plus tard, vraisemblablement en raison des mêmes problèmes sur les gaines de combustible. EDF déclare que « pendant l’arrêt, Taïshan Nuclear a ajouté quelques inspections et des tests à l’ajustement de l’unité Taïshan 1, afin d’accumuler des données et de l’expérience pour le fonctionnement stable à long terme ». L'ASN déclare qu'elle « n'a pas de précisions sur Taïshan » et l'IRSN qu'elle « n’a pas accès au dossier d’expertise de Taïshan » et n’a pas été sollicité pour les centrales françaises,.
En 2023, la tranche 1 de Taishan a été connectée 1 545 h au réseau et son facteur de charge est tombé à 14,2 %.

### Coût et comparaison avec l'EPR de Flamanville
Le rapport de Jean-Martin Folz sur le chantier de Flamanville étudie aussi le déroulement du chantier des deux EPR de Taishan en Chine : ces réacteurs ont été construits en 110 et 113 mois, soit un dépassement de 5 ans du délai initialement annoncé, pour un coût d’environ 95 milliards de RMB (12,35 milliards d'euros de 2019), soit 60% de plus que le budget prévu, mais moitié moins cher (par réacteur) que le coût de l'EPR de Flamanville ; ces chantiers démarrés quatre ans après celui d'Olkiluoto et deux ans après celui de Flamanville ont bénéficié du retour d'expérience de ces deux têtes de série ; « la construction simultanée de deux tranches sur le même site a été un véritable atout » et surtout « la construction de centrales nucléaires se poursuit régulièrement en Chine depuis une vingtaine d’années, si bien que le réservoir de compétences disponibles, et en particulier de soudeurs qualifiés, a non seulement été maintenu au fil des années, mais il a été en réalité continûment développé ».

### Impacts environnementaux
Selon l'étude d'impact d'Areva, « les travaux touchant la mer pourraient affecter une réserve protégée de dauphins blancs, et des mesures de réduction sont en cours d’étude », mais « les effluents  n’auraient pas d’impact remarquable sur les organismes de l’océan dans la mer environnante ». 
La production de ces deux premiers réacteurs EPR va éviter, chaque année, la libération de 21 millions de tonnes de CO2 dans l’atmosphère,.

## Phase 2: réacteurs Hualong-one
Le 28 avril 2025, le conseil d'état chinois présidé par le premier ministre Li Qiang approuve la phase II de la centrale nucléaire de Taishan, pour la construction des réacteurs no 3 et 4 de modèle Hualong-One.

## Principales dates et caractéristiques techniques des réacteurs
Les réacteurs EPR sont des réacteurs à eau pressurisée de troisième génération de conception franco-allemande (développé par Framatome/Areva et Siemens KWU). Leur puissance électrique nette est d'environ 1 660 MWe.
Les réacteurs Hualong-1 (version CGNPC) sont des réacteurs à eau pressurisée de troisième génération de conception chinoise. Leur puissance électrique nette est d'environ 1 100 MWe.

### Définition
Les caractéristiques des réacteurs sont données dans le tableau ci-après, les données sont principalement issues de la base de données PRIS (Power Reactor Information System) de l’Agence internationale de l'énergie atomique (AIEA).
Base de données établie par l'AIEA qui définit ainsi les termes :
- La puissance nette correspond à la puissance électrique délivrée sur le réseau et sert d'indicateur en termes de puissance installée,
- La puissance brute correspond à la puissance délivrée par l'alternateur (= puissance nette augmentée de la consommation interne de la centrale),
- La puissance thermique correspond, à la puissance délivrée par la chaudière nucléaire

Le début de construction correspond à la date de coulage des fondations du bâtiment réacteur. Une tranche (nom utilisé pour un réacteur complet) est considérée comme opérationnelle après son premier couplage au réseau. La mise en service commercial est le transfert contractuel de l’installation du constructeur vers le propriétaire ; en principe après réalisation des tests réglementaires et contractuels et après fonctionnement continu à 100 % pendant une durée définie au contrat de construction
| Unité     | Statut       | Modèle    | Puissance   | Puissance   | Puissance        | Exploitant                                          | Maitre d'œuvre | Début de construction | Première divergence | Raccordement au réseau | Mise en service commercial |
| Unité     | Statut       | Modèle    | Nette [MWe] | Brute [MWe] | Thermique [MWth] | Exploitant                                          | Maitre d'œuvre | Début de construction | Première divergence | Raccordement au réseau | Mise en service commercial |
| --------- | ------------ | --------- | ----------- | ----------- | ---------------- | --------------------------------------------------- | -------------- | --------------------- | ------------------- | ---------------------- | -------------------------- |
| Phase 1   |              |           |             |             |                  |                                                     |                |                       |                     |                        |                            |
| Taishan-1 | Opérationnel | EPR       | 1 660       | 1 750       | 4 590            | Taishan Nuclear Power Joint Venture Company Limited | CGNPC          | 18 novembre 2009      | 6 juin 2018         | 29 juin 2018           | 13 décembre 2018           |
| Taishan-2 | Opérationnel | EPR       | 1 660       | 1 750       | 4 590            | Taishan Nuclear Power Joint Venture Company Limited | CGNPC          | 15 avril 2010         | 28 mai 2019         | 23 juin 2019           | 7 septembre 2019           |
| Phase 2   |              |           |             |             |                  |                                                     |                |                       |                     |                        |                            |
| Taishan-3 | En projet    | Hualong-1 | ~1 100      | ~1 200      | ~3 190           |                                                     | CGNPC          |                       |                     |                        |                            |
| Taishan-4 | En projet    | Hualong-1 | ~1 100      | ~1 200      | ~3 190           |                                                     | CGNPC          |                       |                     |                        |                            |
| Phase 3   |              |           |             |             |                  |                                                     |                |                       |                     |                        |                            |
| Taishan-5 | À l'étude    |           |             |             |                  |                                                     | CGNPC          |                       |                     |                        |                            |
| Taishan-6 | À l'étude    |           |             |             |                  |                                                     | CGNPC          |                       |                     |                        |                            |